# Spinodale

Spinodale im Temperatur-Zusammensetzungs-Phasendiagramm eines binären Gemisches.

Als Spinodale wird in der Thermodynamik eine Kurve im Zustandsraum eines beispielsweise aus einem Reinstoff oder einem Gemisch bestehenden thermodynamischen Systems bezeichnet, innerhalb derer Zustände, in denen  das thermodynamische System nur in Form einer einzigen homogenen Phase vorliegt, instabil sind.

## Lage im Zustandsraum
Spinodalen treten auf, wenn der Zustandsraum eines thermodynamischen Systems ein von einer Binodalen umschlossenes Koexistenzgebiet enthält, innerhalb dessen im Gleichgewicht koexistierende Phasen stabil sind und außerhalb dessen im Gleichgewicht eine homogene Phase stabil ist. Die Binodale trennt dabei die innerhalb und außerhalb des Koexistenzgebietes liegenden Zustände. Die Spinodale liegt innerhalb des von der Binodalen umfassten Koxistenzgebietes und berührt die Binodale an den kritischen Punkten. Wird die Gibbs-Energie {\displaystyle G} des thermodynamischen Systems bei einem bestimmten Druck {\displaystyle p} und einer bestimmten Temperatur {\displaystyle T} innerhalb des Koexistenzgebietes als Funktion einer Zustandsgröße {\displaystyle X} aufgetragen, in der sich die koexistierenden Phasen unterscheiden, müssen die {\displaystyle G(X)}-Profile zwei Minima aufweisen, deren {\displaystyle X}-Werte denen der koexistierenden Phasen entsprechen. Zwischen diesen Minima besitzen die {\displaystyle G(X)}-Profile ein Maximum, das von zwei Wendepunkten eingefasst wird. Die Spinodale durchläuft diese Wendepunkte. Entsprechend liegen alle Punkte des Zustandsraumes auf der Spinodalen, für die die zweite partielle Ableitung von {\displaystyle G} nach {\displaystyle X} gleich null wird:
{\displaystyle \left({\frac {\partial ^{2}G}{\partial X^{2}}}\right)_{p,T}=0}
Folglich lassen sich Spinodalen durch Bestimmung der Wendepunkte der bei verschiedenen Drücken und/oder Temperaturen erhaltenen {\displaystyle G(X)}-Profile konstruieren.

## Bedeutung für Phasenübergänge
Wird ein thermodynamisches System durch eine Zustandsänderung von einem Zustand, in dem es als homogene Phase stabil ist, in einen Zustand im Bereich zwischen Binodaler und Spinodaler überführt, ist die ursprünglich stabile homogene Phase metastabil; die Bildung der stabilen koexistierenden Phasen verläuft über einen Nukleationsmechanismus und erfordert die Überwindung einer Aktivierungsbarriere. Wird ein thermodynamisches System durch eine Zustandsänderung aus einem Zustand, in dem es in Form einer einzigen homogenen Phase stabil ist, in den von der Spinodalen umschlossenen Bereich des Koexistenzgebietes überführt, wird es gegen alle Fluktuationen seiner Dichte, seiner Zusammensetzung oder anderer Ordnungsparameter instabil. Als Folge wachsen die Amplituden der Fluktuationen, während gleichzeitig deren Wellenlänge zunimmt. Damit durchläuft das System spontan einen Phasenübergang, der zur Bildung koexistierender Phasen führt, ohne das Aktivierungsbarrieren überwunden oder Keimbildungsprozesse durchlaufen werden müssten. Wird eine homogene Mischphase auf diese Art in koexistierende Phasen verschiedener Zusammensetzungen überführt, spricht man von spinodaler Entmischung.